# Paul Grimault
Paul Grimault (ur. 23 marca 1905, zm. 29 marca 1994) – francuski reżyser filmów animowanych. 

## Wybrana filmografia
- 1952: Pasterka i kominiarczyk
- 1980: Król i ptak